# Nüwa
Nüwa (chinesisch 女媧 / 女娲, Pinyin Nǚwā), auch Nü Wa oder Nü Gua, ist in der frühchinesischen Mythologie nach der Erschaffung der Welt die Schöpfergöttin des Menschengeschlechtes. Ihr Ehemann oder Bruder ist Fu Xi. Beide werden mit einem menschlichen Oberkörper und Schlangenleib oder Fischschwanz als Unterkörper dargestellt. Ihr wird die Erschaffung der Menschheit und die Reparatur der Säule des Himmels zugeschrieben.

## Name
Chinesisch 女; Pinyin nü, „weiblich“, ist eine übliche Vorsilbe der Namen von Göttinnen. Der Eigenname ist chinesisch 媧, wa. Das chinesische Zeichen ist einzigartig für diesen Namen. Birrell übersetzt es als „lieblich“, stellt aber fest, dass es „als ‚Frosch‘ interpretiert werden könnte, was mit ihrem aquatischen Mythos übereinstimmt.“
Ihr Ehrenname ist Wahuang (chinesisch 媧皇, wörtlich „Kaiserin Wa“).

## Beschreibung

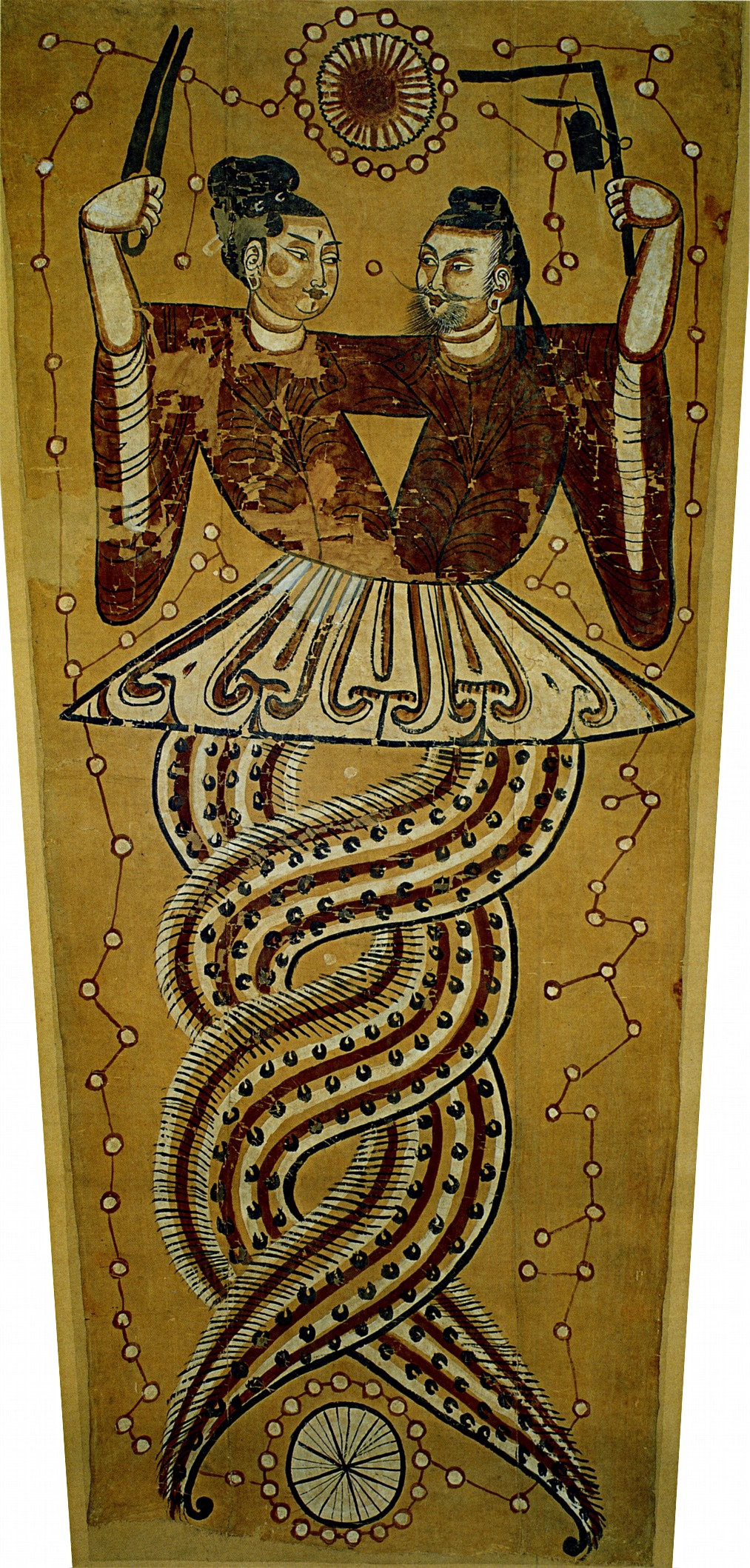
Nüwa (mit Zirkel) und Fuxi mit Winkelmaß

Das Huainanzi bezieht Nüwa auf die Zeit, als Himmel und Erde in Unordnung waren:
In älteren Zeiten waren die vier Säulen zerbrochen; die neun Provinzen waren in Fetzen. Der Himmel bedeckte [die Erde] nicht vollständig; die Erde hielt [den Himmel] nicht ganz um [ihren Umfang] herum aufrecht. Feuer loderten unkontrolliert und konnten nicht gelöscht werden; Wasser flutete in großen Ausmaßen und wollte nicht zurückweichen. Wilde Tiere fraßen unbescholtene Menschen, räuberische Vögel schnappten sich die Alten und Schwachen. Daraufhin schmolz Nüwa fünffarbige Steine zusammen, um den azurblauen Himmel zu flicken, schnitt der großen Schildkröte die Beine ab, um sie als vier Säulen aufzustellen, tötete den schwarzen Drachen, um der Provinz Ji Erleichterung zu verschaffen, und häufte Schilf und Schlacke an, um die Fluten aufzuhalten. Der azurblaue Himmel wurde geflickt, die vier Säulen wurden aufgestellt, die wogenden Wasser wurden abgelassen, die Provinz Ji war ruhig, listiges Ungeziefer starb ab, tadellose Menschen [bewahrten] ihr Leben.
Die Katastrophen wurden angeblich durch den Kampf zwischen den Gottheiten Gonggong und Zhuanxu verursacht (ein Ereignis, das bereits im Huainanzi erwähnt wurde), die fünf farbigen Steine symbolisieren die fünf chinesischen Elemente (Holz, Feuer, Erde, Metall und Wasser), der schwarze Drache war das Wesen des Wassers und damit Ursache der Überschwemmungen, die Provinz Ji dient metonymisch für die zentralen Regionen (die sinitische Welt). Im Anschluss daran erzählt das Huainanzi, wie die Weisen-Herrscher Nüwa und Fuxi Ordnung über das Reich brachten, indem sie dem Weg (道) und ihrer Kraft (德) folgten.
Der Klassiker der Berge und Meere, der zwischen der Periode der Streitenden Reiche und der Han-Dynastie datiert wird, beschreibt Nüwas Eingeweide als in zehn Geister zerstreut.
Im Liezi (ca. 475 – 221 v. Chr.), Kapitel 5 „Fragen des Tang“ (卷第五 湯問篇), beschreibt der Autor Lie Yukou, wie Nüwa den ursprünglichen, unvollkommenen Himmel mit fünffarbigen Steinen repariert und die Beine einer Schildkröte abschneidet, um sie als Streben zu verwenden, um den Himmel hochzuhalten.
In den Chuci („Gesänge aus Chu“, um 340 – 278 v. Chr.), Kapitel 3 „Himmelsfragen“ (chinesisch: 问天), schreibt der Autor Qu Yuan, dass Nüwa Figuren aus der gelben Erde formte und ihnen Leben und die Fähigkeit gab, Kinder zu gebären. Nachdem Dämonen gekämpft und die Säulen des Himmels zerbrochen hatten, arbeitete Nüwa unaufhörlich daran, den Schaden zu reparieren, indem sie die besagten Steine einschmelzen ließ, um den Himmel zu flicken.
Im Shuowen Jiezi (ca. 58 – 147 n. Chr.), dem frühesten Wörterbuch Chinas, beschreibt der Autor Xu Shen unter dem Eintrag für Nüwa, dass sie sowohl die Schwester als auch die Frau von Fuxi war. Nüwa und Fuxi wurden in einer Wandmalerei aus der östlichen Han-Dynastie im Wuliang-Tempel im Kreis Jiaxiang in der Provinz Shandong mit ineinander verschlungenen Schlangenschwänzen dargestellt.

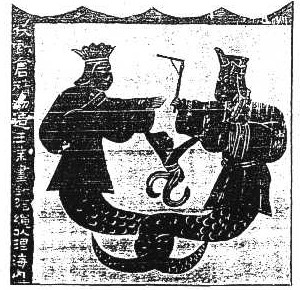
Nüwa und Fuxi auf den Wandmalereien (Reibendarstellung) der Wu-Liang-Schreine, Han-Dynastie (206 v. Chr. – 220 n. Chr.)

Im Duyi Zhi (獨異志; ca. 846 – 874 n. Chr.), Band 3, gibt der Autor Li Rong diese Beschreibung:
Vor langer Zeit, als die Welt zum ersten Mal entstand, gab es zwei Menschen, Nü Kua und ihren älteren Bruder. Sie lebten auf dem Berg K'un-lun. Und es gab noch keine gewöhnlichen Menschen auf der Welt. Sie sprachen darüber, Mann und Frau zu werden, aber sie schämten sich. Also ging der Bruder sofort mit seiner Schwester auf den Berg K'un-lun und sprach dieses Gebet: „Oh Himmel, wenn Du uns zwei als Mann und Frau fortschicken willst, dann lass alle Nebelschwaden sich sammeln. Wenn nicht, dann lass alle Nebelschwaden sich zerstreuen.“ Daraufhin sammelten sich die Nebelschwaden sofort. Als die Schwester mit ihrem Bruder intim wurde, flochten sie etwas Gras, um einen Fächer zu machen, der ihre Gesichter verdeckte. Noch heute, wenn ein Mann eine Frau nimmt, halten sie einen Fächer in der Hand, was ein Symbol für das ist, was vor langer Zeit geschah.
Im Yuchuan Ziji (玉川子集 ca. 618 – 907 n. Chr.), Kapitel 3 („與馬異結交詩“ 也稱 „女媧本是伏羲婦“), beschreibt der Autor Lu Tong Nüwa als die Frau von Fuxi.
In der Sammlung der Vier großen Bücher von Song (ca. 960 – 1279 n. Chr.), zusammengestellt von Li Fang und anderen, enthält Band 78 des Buches Kaiserliche Lesungen der Taiping Era ein Kapitel „Bräuche von Yingshao aus der Han-Dynastie“, in dem es heißt, dass es keine Menschen gab, als der Himmel und die Erde getrennt waren. So benutzte Nüwa gelben Lehm, um Menschen zu machen. Aber der Lehm war nicht stark genug, also steckte sie Seile in den Lehm, um die Körper aufrecht zu halten. Es wird auch gesagt, dass sie zu den Göttern gebetet hat, dass sie die Göttin der ehelichen Angelegenheiten sein möge. Es gibt einige Variationen dieser Geschichte.

## Erscheinen in Fengshen Yanyi

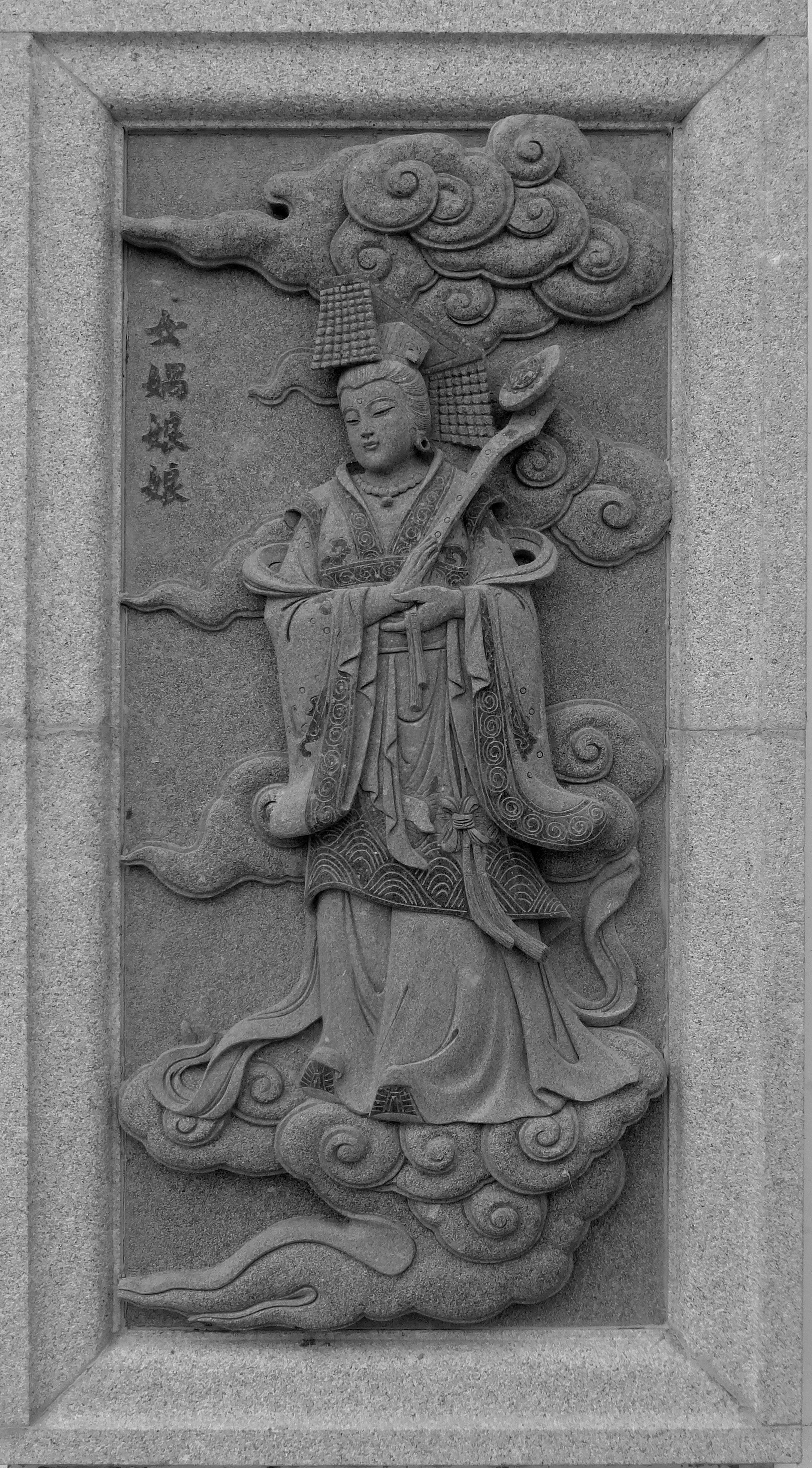
Relief von Nuwa im Ping Sien Si-Tempel in Perak, Malaysia

Nüwa kommt in dem berühmten Roman Fengshen Bang aus der Ming-Dynastie vor. In diesem Roman wird Nüwa seit der Zeit der Xia-Dynastie als Tochter des Jade-Kaisers sehr hoch verehrt; Nüwa wird auch regelmäßig die „Schlangengöttin“ genannt. Nachdem die Shang-Dynastie gegründet worden war, erschuf Nüwa die fünffarbigen Steine, um die Dynastie mit gelegentlichen saisonalen Regenfällen und anderen verbessernden Eigenschaften zu schützen. So kam es, dass Shang Rong den König Zhou von Shang bat, ihr als Zeichen tiefen Respekts einen Besuch abzustatten. Nachdem Zhou beim Anblick der schönen antiken Göttin Nüwa (die hinter einem Lichtvorhang saß) völlig von Lust überwältigt war, schrieb er ein erotisches Gedicht auf eine benachbarte Wand und verabschiedete sich. Als Nüwa später zu ihrem Tempel zurückkehrte, nachdem sie den Gelben Kaiser besucht hatte, sah sie die Verdorbenheit in Zhous Worten. In ihrem Zorn schwor sie, dass die Shang-Dynastie als Bezahlung für seine Beleidigung untergehen würde. In ihrer Wut stieg Nüwa persönlich zum Palast hinauf, um zu versuchen, den König zu töten, wurde aber plötzlich von zwei großen Strahlen aus rotem Licht zurückgehalten.
Nachdem Nüwa erkannt hatte, dass König Zhou bereits dazu bestimmt war, das Königreich noch sechsundzwanzig Jahre lang zu regieren, rief sie ihre drei Untergebenen herbei – die Tausendjährige Füchsin (später Daji), die Jade-Pipa und den Neunköpfigen Fasan. Mit diesen Worten brachte Nüwa das vorherbestimmte Chaos in die Shang-Dynastie: „Das Glück, das Cheng Tang vor sechshundert Jahren gewann, schwindet. Ich spreche zu Euch von einem neuen Auftrag des Himmels, der das Schicksal für alle bestimmt. Ihr drei sollt den Palast von König Zhou betreten und ihn dort verzaubern. Was immer ihr tut, tut niemandem etwas. Wenn ihr mein Gebot erfüllt und es gut macht, wird euch erlaubt, als Menschen wiedergeboren zu werden.“ Mit diesen Worten hörte man nie wieder von Nüwa, aber sie war dennoch ein wichtiger indirekter Faktor für den Untergang der Shang-Dynastie.

## Erschaffung der Menschheit
Nüwa erschuf die Menschheit aufgrund ihrer Einsamkeit, die mit der Zeit immer schlimmer wurde. Sie formte gelbe Erde oder, in anderen Versionen, gelben Lehm in Form von Menschen. Diese Menschen wurden später zu den wohlhabenden Adeligen der Gesellschaft, da sie von Nüwas eigenen Händen erschaffen worden waren. Der Großteil der Menschheit wurde jedoch erschaffen, als Nüwa Schnüre über den Lehm zog, um sie in Massen zu produzieren. Die tat sie, weil es zeit- und energieaufwendiger war, jeden Menschen von Hand zu erschaffen. Diese Schöpfungsgeschichte liefert eine ätiologische Erklärung für die soziale Hierarchie im alten China. Der Adel glaubte, dass er wichtiger war als die massenproduzierte Mehrheit der Menschheit, weil Nüwa sich Zeit nahm, um sie zu erschaffen, und sie direkt von ihrer Hand berührt worden waren. In einer anderen Version der Erschaffung der Menschheit waren Nüwa und Fuxi Überlebende einer großen Flut. Auf Geheiß des Himmelsgottes heirateten sie und Nüwa bekam ein Kind, das ein Fleischknäuel war. Dieses Fleischknäuel wurde in kleine Stücke geschnitten, und die Stücke wurden über die Welt verstreut, aus denen dann Menschen wurden.

## Vermittlerin von Eheschließungen
Nüwa wurde drei Monate nach ihrem Bruder Fuxi geboren, den sie später zum Ehemann nahm; diese Ehe ist der Grund, warum Nüwa als Erfinderin der Idee der Ehe gilt.

## Nüwa und Fuxi
Bevor die beiden heirateten, lebten sie auf dem Berg K'un-lun. Nachdem die beiden sich ineinander verliebt hatten, wurde ein Gebet gesprochen. Das Gebet lautet wie folgt,
„Oh Himmel, wenn Du uns als Mann und Frau fortschicken willst, dann lass alle Nebelschwaden sich sammeln. Wenn nicht, dann lass alle Nebelschwaden sich zerstreuen.“
Nach dem Gebet sammelten sich die Nebelschwaden, was bedeutete, dass die beiden heiraten konnten. Als sie intim wurden, machten die beiden einen Fächer aus Gras, um ihre Gesichter zu verdecken, weshalb bei modernen Ehen das Paar einen Fächer zusammenhält. Indem sie sich verbanden, waren die beiden repräsentativ für Yin und Yang; Fuxi war mit Yang und Männlichkeit verbunden, während Nüwa mit Yin und Weiblichkeit verbunden war. Dies wird weiter definiert, indem Fuxi ein Zimmermannswinkel erhält, das seine Identifikation mit der physischen Welt symbolisiert, da ein Zimmermannswinkel mit geraden Linien und Quadraten assoziiert wird, was zu einer geradlinigen Denkweise führt. Nüwa hingegen erhielt einen Kompass, um ihre Identifikation mit dem Himmel zu symbolisieren, denn ein Kompass wird mit Kurven und Kreisen assoziiert, was zu einer eher abstrakten Denkweise führt. Da die beiden verheiratet sind, symbolisiert er die Vereinigung von Himmel und Erde. In anderen Versionen erfindet Nüwa den Kompass, anstatt ihn als Geschenk zu erhalten.

## Nüwa repariert den Himmel

Die Göttin Nüwa heilt den Himmel

Nüwa repariert den Himmel (chinesisch 女娲補天; chinesisch 女娲补天; Pinyin Nǚwā bǔtiān) ist ein bekanntes Thema in der chinesischen Kultur. Der Mut und die Weisheit von Nüwa inspirierte die alten Chinesen, die Elemente der Natur zu beherrschen und wurde zu einem Lieblingsthema chinesischer Dichter, Maler und Bildhauer.
Das Huainanzi erzählt eine uralte Geschichte, wie die vier Säulen, die den Himmel stützen, auf unerklärliche Weise zerbröckelten. Andere Quellen haben versucht, die Ursache zu erklären, nämlich den Kampf zwischen Gong Gong und Zhuanxu oder Zhu Rong. Unfähig, seine Niederlage zu akzeptieren, schlug Gong Gong absichtlich seinen Kopf auf den Berg Buzhou (不周山), der eine der vier Säulen war. Die Hälfte des Himmels stürzte ein, wodurch ein klaffendes Loch entstand, und die Erde selbst bekam einen Riss; die Achse mundi der Erde wurde nach Südosten gekippt, während sich der Himmel nach Nordwesten erhob. Dies soll der Grund sein, warum die westliche Region Chinas höher liegt als die östliche und dass die meisten Flüsse nach Südosten fließen. Die gleiche Erklärung gilt für die Sonne, den Mond und die Sterne, die sich in den Nordwesten bewegten. Ein Flächenbrand verbrannte die Wälder und verleitete die wilden Tiere dazu, Amok zu laufen und die unschuldigen Völker anzugreifen, während das Wasser, das aus dem Erdspalt kam, sich nicht zu verlangsamen schien.
Nüwa bemitleidete die Menschen, die sie geschaffen hatte, und versuchte, den Himmel zu reparieren. Sie sammelte fünf farbige Steine (rot, gelb, blau, schwarz und weiß) aus dem Flussbett, schmolz sie ein und benutzte sie, um den Himmel zu flicken: Seitdem ist der Himmel (die Wolken) bunt. Dann tötete sie eine riesige Schildkröte, einige Versionen nannten die Schildkröte Ao, schnitt die vier Beine der Kreatur ab, um sie als neue Säulen zu verwenden, die den Himmel stützen sollten. Aber Nüwa machte es nicht perfekt, denn die ungleiche Länge der Beine ließ den Himmel kippen. Nachdem die Arbeit erledigt war, vertrieb sie die wilden Tiere, löschte das Feuer und kontrollierte die Flut mit einer riesigen Menge Asche aus dem brennenden Schilf. Die Welt wurde wieder so friedlich wie zuvor.

## Kaiserin Nüwa
Viele Chinesen kennen die Drei Herrscher und Fünf Kaiser, d. h. die frühen Führer der Menschheit sowie Kulturhelden nach dem nordchinesischen Glauben. Doch die Listen variieren und hängen von den verwendeten Quellen ab. Eine Version zählt Nüwa zu den Drei Herrschern, die nach Fuxi und vor Shennong regierte.
In ihrer matriarchalischen Herrschaft kämpfte sie gegen einen benachbarten Stammeshäuptling, besiegte ihn und führte ihn auf den Gipfel eines Berges. Von einer Frau besiegt, schämte sich der Häuptling, am Leben zu sein und schlug seinen Kopf auf den himmlischen Bambus, um sich zu töten und um sich zu rächen. Seine Tat riss ein Loch in den Himmel und ließ eine Flut über die ganze Welt hereinbrechen. Die Flut tötete alle Menschen außer Nüwa und ihrer Armee, die von ihrer Göttlichkeit beschützt wurde. Danach flickte Nüwa den Himmel mit fünf farbigen Steinen, bis sich die Flut zurückzog.